# 政事堂
政事堂，習稱都堂、政府、東府，中国歷史上的官署名，在唐朝、宋朝和中华民国袁世凯掌权时期设立。其源出為完善魏晉南北朝逐漸形成的三省制，以唐皇帝下詔敕前由門下省和中書省舉行聯席會議，將與會處所定名作政事堂。該宰相議事場所隨唐政局演變，重要性相對要高於朝堂。

## 活動
唐創立時的政事堂會議，出席人包括中書門下兩省長官及副官，與會時至多可達十多人，最少時僅有兩人。討論結果由輪值的「執筆」綜合記錄下來。皇帝的命令必須在該會議獲取正式通過，才可以送去尚書省執行。若未加蓋「中書門下之印」而由皇帝直接發出的命令，會被視作不法。其關聯體系的設立，是伴隨了唐代中央議政決策機制中朝堂議政的重要性下降，該時期中央所有軍國大事，首要是由皇帝主持的宣政殿常朝會議（中晚期再到延英殿延英召對會議）所決定——日常政事和具體實施方案則就由該政事會議擬定。

## 演化

### 唐至北宋
唐高祖武德年间，因中书省出诏令、门下省掌封驳，日有争论，纷纭不决，所以皇帝决定在门下省加设政事堂，令两省长官在此先达成共同意见。初始仅三省长官，即中书令、侍中、左右仆射方能与会，后皇帝又加以他官参加政事堂会议，称为参知政事等。
唐中宗即位后，裴炎自门下侍中迁中书令，政事堂也随之迁往中书省。唐玄宗开元年间，张说执掌政权之时，将政事堂改称为中书门下，俗称仍为政事堂。北宋宋神宗之前亦沿袭之。

### 中华民国大陸時期
1914年，袁世凯将原中华民国国务院改为政事堂，设国务卿、左右丞各1人，参议7人，各局局长5人，所长1人。政事堂向中华民国大总统直接负责。袁世凯称帝失败后，政事堂被废。